# Schlundbach (Kesselbach)
Der Schlundbach ist ein knapp 2 km langer Bergbach im Hohenlohekreis im nördlichen Baden-Württemberg, der nach nordnordwestlichem Lauf am Westrand des Dorfs Kesselfeld der Stadt Neuenstein von links in den mittleren Kesselbach mündet.

## Geographie

### Verlauf
Der Schlundbach entsteht auf etwa 465 m ü. NHN in der waldbestandenen Schlagklinge, wenig unterhalb des Ansatzes der Klinge bei der Siedlung der Stadt Waldenburg um die Hohenlohestraße. Zwischen den Bergspornen Eichbach links- und Theresienberg rechtsseits läuft der Bach schnell bergab und tritt dabei schon nach etwa hundert Metern aufs Gebiet von Neuenstein über.
Auf etwa 360 m ü. NHN verlässt der Bach den Klingenwald. Er wird nun in der immer noch deutlich abfallenden Wiesenflur Schlund von Gehölzreihen am Ufer seines grabenartigen Laufs begleitet, abschnittsweise mit Eschen und Schwarzerlen darin, seltener bestehen sie nur aus Heckensträuchern. Am Ortsrand von Kesselfeld setzen die Begleitgehölze aus. Der Bach fließt nun, mit nur wenigen Gebäuden linksseits des Laufes, am Westrand des am Hügelabfall langgezogenen Dorfs mit zuweilen Obstwiesen und Hintergärten, meist Wiesen am linken Ufer.
Etwa 300 Meter vor seinem Ende fließt dem Schlundbach von rechts der kurze Bach vom Ipsbrunnen zu, 200 Meter weiter unterquert er die K 2355 nach Eschelbach. Schließlich läuft der Bach auf 306,7 m ü. NHN am Westrand von Kesselfeld von links dem mittleren Kesselbach zu.
Der Schlundbach mündet nach 1,8 km langem Lauf mit mittlerem Sohlgefälle von etwa 87 ‰ rund 158 Höhenmeter unterhalb seines Ursprungs bei Waldenburg. Er hat auf ganzer Länge nur unbeständigen Durchfluss.

### Einzugsgebiet
Das Einzugsgebiet des Schlundbachs ist etwa 1,3 km² groß, wovon etwas weniger als die Hälfte im oberen Bereich naturräumlich zum Unterraum Waldenburger Berge der Schwäbisch-Fränkischen Waldberge gehört und die tieferen Lagen zur Öhringer Ebene des Unterraums Westliche Hohenloher Ebene der Hohenloher und Haller Ebene.
Die Waldgrenze verläuft noch etwas tiefer als die Naturraumgrenze, unter ihr liegen zunächst Obstwiesen und wenige Weinberge am Hang, weiter abwärts dann fast nur Wiesen. Der Waldenburger Gebietsanteil ist etwas kleiner als der des oberen Naturraums, darin liegt weit überwiegend die Siedlung um die Hohenlohestraße; der Neuensteiner umfasst das übrige Einzugsgebiet und der Mündungsweiler Kesselfeld ist der einzige Siedlungsplatz darin.
Östlich des Schlundbach-Einzugsgebietes liegt dasjenige des Bauzenbachs, der oberhalb, und westlich das des Eschelbachs, der unterhalb des Eschelbachs in den Epbach mündet. Im Norden liegt unmittelbares Einzugsgebiet des Kesselbachs, im Süden auf der Berghöhe grenzt das Quellgebiet der Bibers an.

### Zuflüsse und Seen
- (Bach vom Ipsbrunnen), von rechts und Südosten auf etwa 315 m ü. NHN[LUBW 1] am Westrand von Kesselfeld, 0,5 km[LUBW 3] und unter 0,2 km².[LUBW 4] Der Ipsbrunnen liegt auf etwa 327 m ü. NHN[LUBW 1] in den Großen Wiesen.

## Geologie
Der Schlundbach entsteht im Übergangsbereich zwischen dem Kieselsandstein (Hassberge-Formation) auf der Höhe der Waldenburger Länge und den Unteren Bunten Mergel (Steigerwald-Formation), durchfließt dann in der Schlagklinge schnell die Untere Bunten Mergel und den Schilfsandstein (Stuttgart-Formation), danach lange den Gipskeuper (Grabfeld-Formation). Am Ortsrand von Kesselfeld setzt dann der Lettenkeuper (Erfurt-Formation) ein, in dessen Schichthöhe der Schlundbach mündet. Ab dem Austritt aus der Oberlaufklinge verläuft der Bach meist in einem Schwemmlandband.

## Schutzgebiete
Der Waldenburger Gebietsanteil liegt im Naturpark Schwäbisch-Fränkischer Wald. Ungefähr die Waldenburger Gebietsanteile nördlich und westlich der Siedlung um die Hohenloher Straße gehören zum Landschaftsschutzgebiet Landschaftsteile im Raum Waldenburg.

## Tourismus
Der Frankenweg (Hauptwanderweg 8) des Schwäbischen Albvereins umläuft bei Waldenburg den obersten Talabschnitt des Schlundbachs in der Schlagklinge.

### LUBW
Amtliche Online-Gewässerkarte mit passendem Ausschnitt und den hier benutzten Layern: Lauf und Einzugsgebiet des Schlundbachs

Allgemeiner Einstieg ohne Voreinstellungen und Layer: Daten- und Kartendienst der Landesanstalt für Umwelt Baden-Württemberg (LUBW) (Hinweise)
1. 1 2 3  Höhe nach dem Höhenlinienbild auf dem Hintergrundlayer Topographische Karte.
2. ↑  Höhe nach grauer Beschriftung auf dem Hintergrundlayer Topographische Karte.
3. 1 2  Länge nach dem Layer Gewässernetz (AWGN).
4. 1 2  Einzugsgebiet abgemessen auf dem Hintergrundlayer Topographische Karte.
5. ↑  Schutzgebiete nach den einschlägigen Layern, Natur teilweise nach dem Layer Geschützte Biotope.

### Andere Belege
1. ↑  Wolf-Dieter Sick: Geographische Landesaufnahme: Die naturräumlichen Einheiten auf Blatt 162 Rothenburg o. d. Tauber. Bundesanstalt für Landeskunde, Bad Godesberg 1962. → Online-Karte (PDF; 4,7 MB)
2. ↑  Geologie nach den Layern zu Geologische Karte 1:50.000 auf: Mapserver des Landesamtes für Geologie, Rohstoffe und Bergbau (LGRB) (Hinweise)